# コンスタンティン (オランダ王子)
コンスタンティン（オランダ語: Constantijn Christof Frederik Aschwin, Prins der Nederlanden, Prins van Oranje-Nassau, jonkheer van Amsberg, 1969年10月11日 - ）は、オランダの王子であり、ウィレム＝アレクサンダー国王の末弟。現在、王位継承順位4位。オランダ女王ベアトリクスの三男。父は、王配クラウス・フォン・アムスベルク。兄に、ウィレム＝アレクサンダーと、ヨハン・フリーゾ王子がいる。

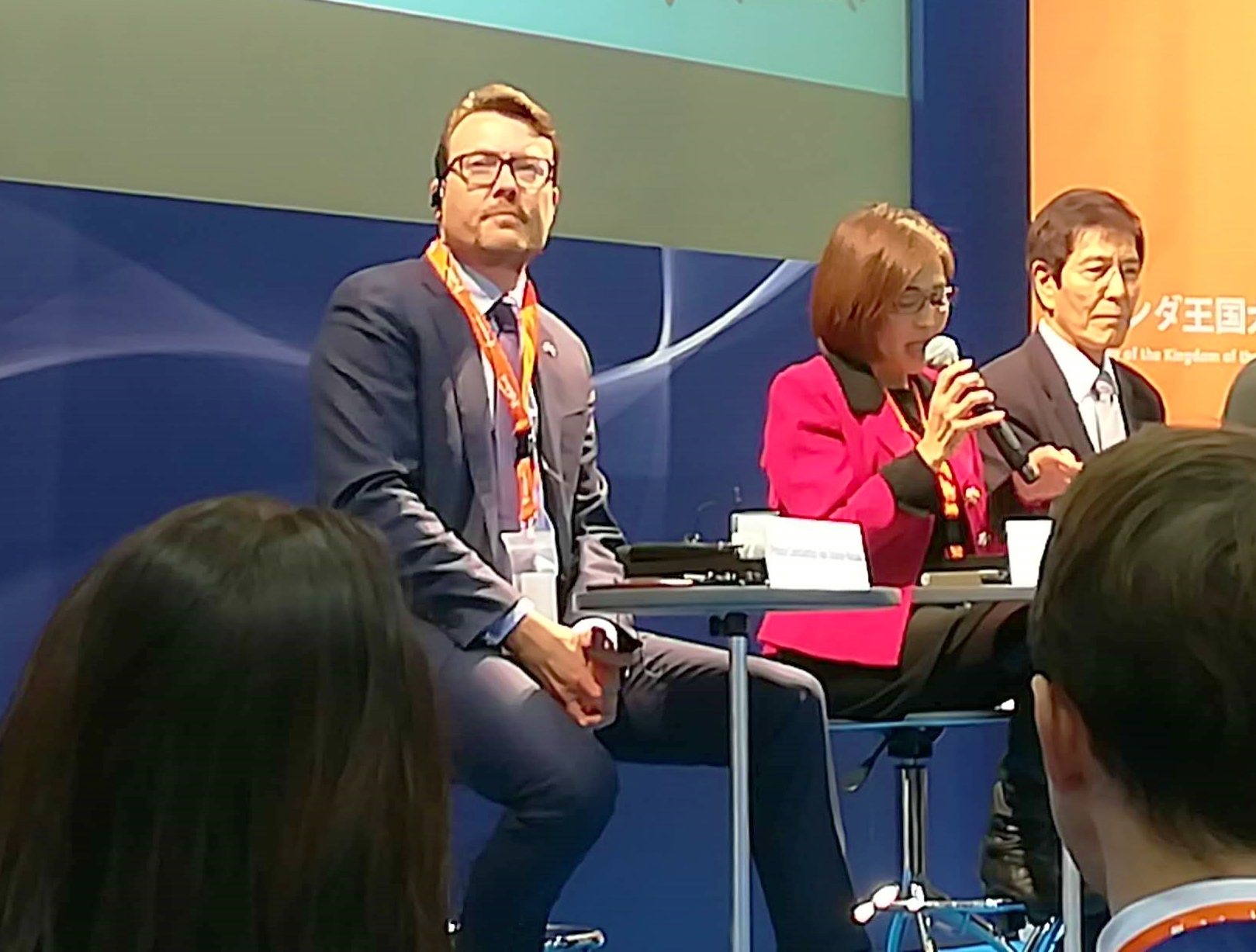
コンスタンティン (オランダ王子) 2019年1月30日

## 人物・来歴
ライデン大学で法律を学んだ後、ブリュッセルのヨーロッパ連合本部で働いた。
2001年、ローレンティン・ブリンクホルスト（1966年5月25日 - ）と結婚。夫妻はブリュッセルへ転居した。
2015年からはハーグで暮らしている。

## 子女
ローレンティン妃との間に3人の子を儲けた。
- エロイーゼ（英語版）（2002年 - ）[1]。
- クラウス＝カシミール（英語版）（2004年 - ）[1]。
- レオノーレ（英語版）（2006年 - ）[1]。

夫妻の結婚の時の取り決めで、3人の子どもは王子、王女の称号を持たないことになっている。